# Fiastra
Fiastra est une commune italienne de 644 habitants, dans la province de Macerata dans la région des Marches.
C'est une comune sparso dont le siège communal est fixé dans la localité de Trebbio. Le 1er janvier 2017, Fiastra a incorporé l’ancienne commune d’Acquacanina, qui est devenue par conséquent une frazione. 
À proximité se trouve le lac de Fiastra, sur les rives duquel des activités comme la pêche se sont développées.

## Lieux d'intérêt

### Le col de San Paolo
Le lieu abrite l’église bénédictine de San Paolo, patron de la communauté. Datant du Ve siècle, elle fut reconstruite au VIIe siècle et entre 1170 et 1259 par les Comtes Negalotti, dans un style roman. L’édifice sacré présente un plan presque quadrangulaire, soutenu par trois nefs divisées par six colonnes pas parfaitement régulières : « Les colonnes et les arcs de droite, qui reposent sur des chapiteaux, sont en brique, tandis que ceux de gauche et les absides ont été construits en pierre carrée blanche alternée par des tannages en calcaire rose ». En outre, il a une façade « à cabane » , caractérisée par un portail en plein cintre surmonté d’une petite croix.

### Le Château Magalotti
Appelé dans l’antiquité Castrum Flastrae, c’est un ensemble de bâtiments construits sur la colline de San Paolo avant le IXe siècle. C’est un exemple d’habile ingénierie militaire des Lombards, à l’intérieur de fortifications typiques de défense concentriques.
Il appartenait au Brevi Medii, l’une des quatre unités administratives dotées de ses propres statuts et règlements, dans lesquels la commune de Fiastra était divisée à l’époque. Les autres étaient : Brevii Sancti Laurentii, Brevii Campibonihominis et Brevii Canonice.
Le château a été parfaitement conservé  et n’a pas subi d’interventions au cours des siècles suivants.
Vers le XVIe siècle, il atteint une étendue de 21 000 mètres carrés, correspondant à la phase de son développement maximal, avant le déclin provoqué par la diffusion de la poudre à canon.
En 1436, les quatre livres des Statuta cois castri Flastrae condita anno MCCCCXXXVI sont publiés en gothique latin, auxquels en 1643, 49 chapitres supplémentaires sont ajoutés. Ses manuscrits sont exposés dans le musée municipal de Fiastra.

### Lac de Fiastra
Le lac de Fiastra est un lac artificiel dont les travaux ont commencé en 1955 dans le but de fournir de l’électricité dans la vallée du Fiastrone et est situé à Fiastra-même dans la province de Macerata. Sa superficie est de 2 km2. Le lac est situé dans le Parc National des Monts Sibyllins. Il est alimenté par les eaux de la rivière Fiastrone dont les petits affluents créent des sites suggestifs. Le lac est très célèbre pour des événements importants comme le « Triathlon des Monts Sibyllins » ou de nombreuses compétitions de pêche sportive. Ses eaux sont particulièrement claires et non polluées. Les rives sur le côté gauche du barrage sont très raides, tandis que le côté droit est bordé par une piste cyclable à partir de laquelle vous pouvez facilement accéder au lac. Près du lac, en continuant sur un chemin de terre, on peut rejoindre le site des Lame Rosse.

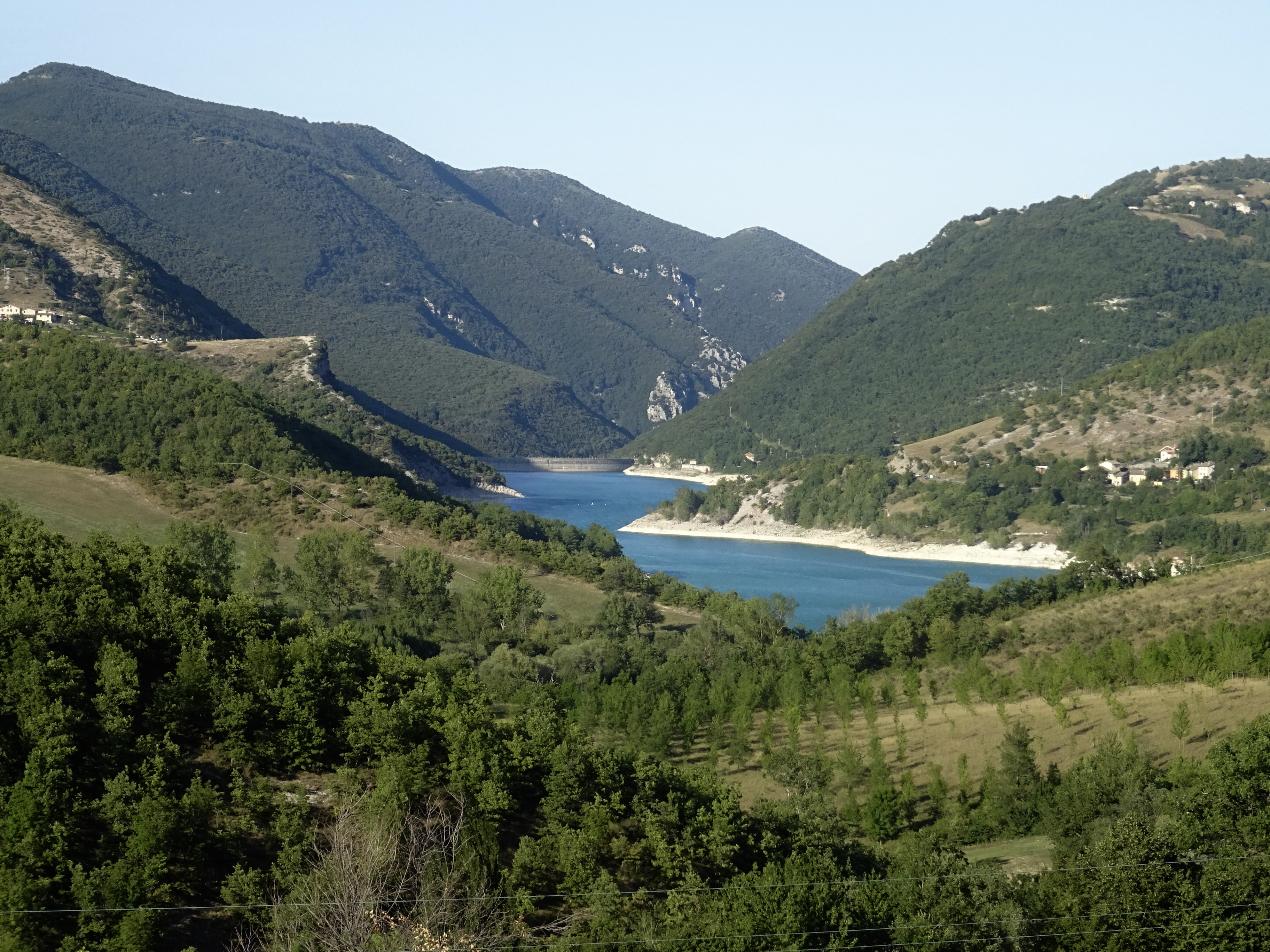
Lac di Fiastra
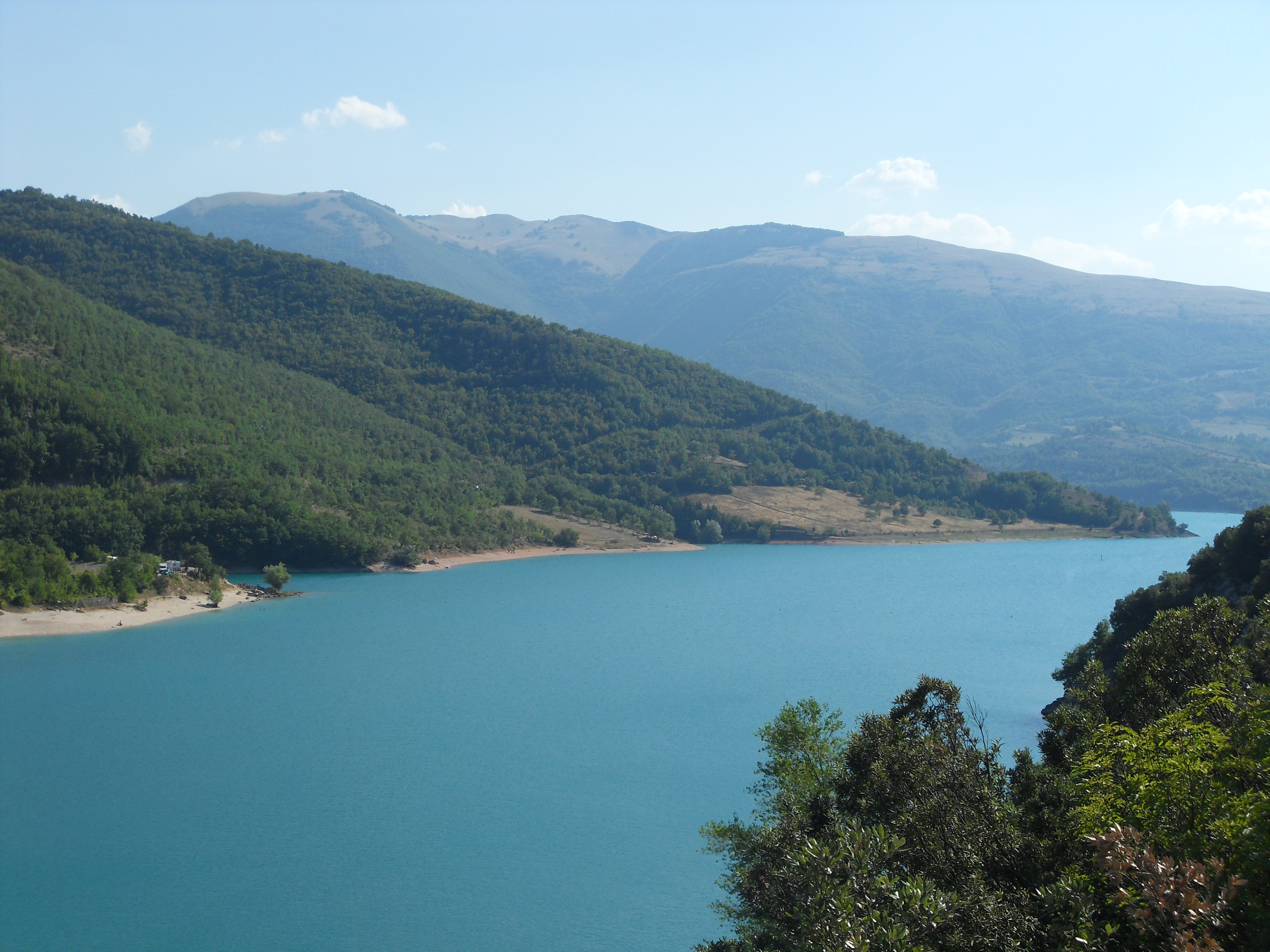
Vue sur le Lac
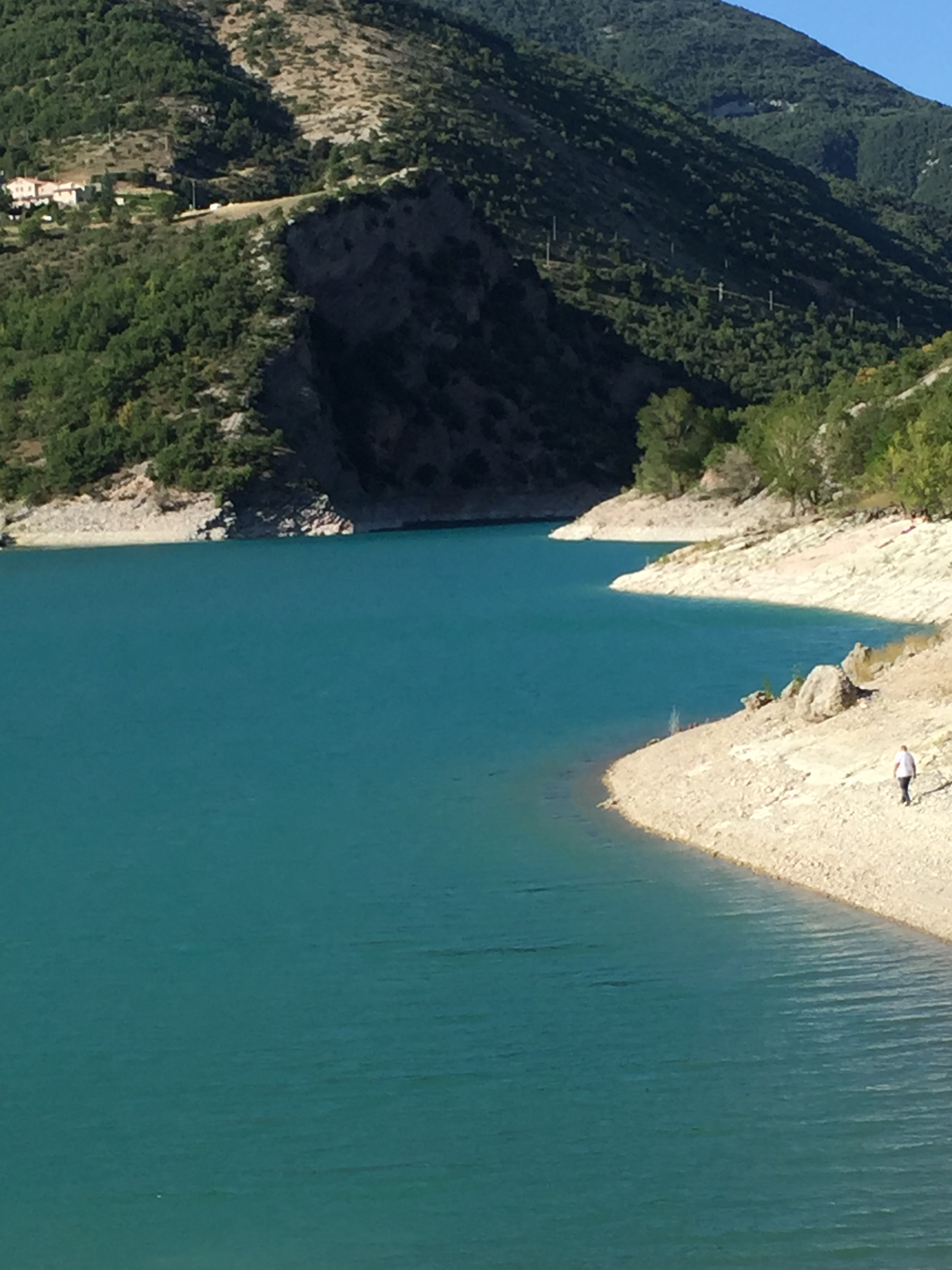
Vue sur le Lac
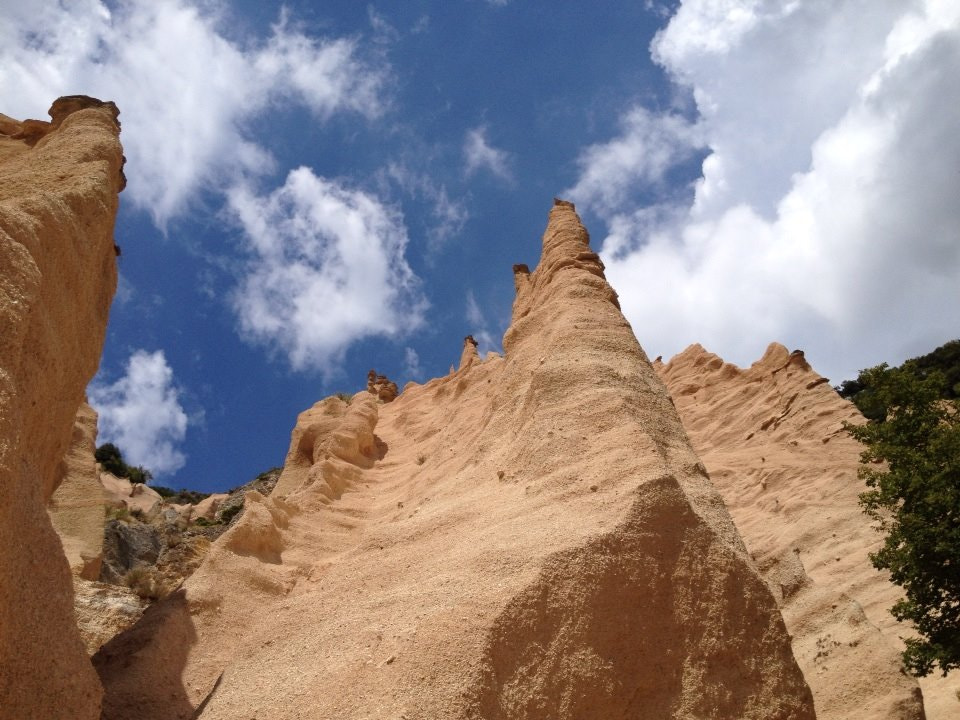
Les Lame Rosse

## Administration

### Communes limitrophes
Acquacanina, Camerino, Cessapalombo, Fiordimonte, Pievebovigliana, San Ginesio, Sarnano